# Come Hell or High Water
Come Hell or High Water är ett livealbum av rockgruppen Deep Purple, inspelat 16 oktober 1993 i Stuttgart samt 9 november samma år i Birmingham. Det gavs ut 1994. Albumet var gruppens sista i Mark II-sättningen, innan Ritchie Blackmore lämnade bandet.
Konserten finns även utgiven på DVD. Sångerna varvas på denna med intervjuer av bandmedlemmarna.

## Låtlista
1. "Highway Star" - 6:42
2. "Black Night" - 5:47
3. "A Twist in the Tale" - 4:25
4. "Perfect Strangers" - 6:52
5. "Anyone's Daughter" - 3:53
6. "Child in Time" - 10:43
7. "Anya" - 12:07
8. "Speed King" - 7:34
9. "Smoke on the Water" - 10:09

## Medverkande
- Ian Gillan - sång
- Ritchie Blackmore - elgitarr
- Roger Glover - bas
- Jon Lord - orgel, keyboards
- Ian Paice - trummor